# 少年審理手続 (スコットランド)
少年審理手続 (スコットランド)（しょうねんしんりてつづき（すこっとらんど）、 Children's Hearing ）とは、スコットランドの司法制度の一部であり、福祉制度の一部でもある。少年審理手続の対象者には、伝統的に司法機関が取り扱ってきた犯罪少年ばかりでなく、福祉機関が取り扱ってきた要保護・要扶助少年も含む。
各地方自治体の区域ごとに別々の少年審判所 (Children's Panel) が置かれている。個々の少年審理手続を主宰するのは、一般市民の中から志願し、研修を受けた民間審判員3人で構成される合議体である。

## 手続
少年審理手続の対象となるのは、8歳以上16歳未満の児童の犯罪事案（重罪事案は除く。）及び要保護・要扶助事案である。重罪事案や16歳以上18歳未満の少年の犯罪事案については、検察官 (Procurator Fiscal) が簡易裁判所 (Sherff Court)や高等司法法院（ High Court of Justiciary 、地方裁判所刑事部に相当）に起訴し、通常の刑事手続を経て、これらの刑事裁判所が判決をするが、検察官及び刑事裁判所は、その裁量で、事案を少年審理手続に付すことができる。
少年審理手続に付された事案は、まず、専門職である調査官 (Reporter) が調査する。調査官は、スコットランド児童調査官管理局 (Scottish Children’s Reporter Administration) に勤務し、事案を調査するとともに、強制的な監督手段が必要か否かを判断し、児童を少年審理手続に招集する。調査官の調査対象となった児童の約5分の1が、少年審理手続に招集される。
少年審理手続においては、その手続において児童の権利を擁護する必要があると考えられるときは、少年審判所又は審判官会議は、付添人 (Safegurder) 名簿登載者や国選弁護人 (Curator ad litem) 名簿登載者の中から国選代理人 (legal representative) を指名する権限を有する。国選代理人の職務は、少年審理手続に児童とともに出席し、児童の権利を擁護することである。
少年審判所は、調査官の補佐を得ながら少年審理手続を主宰し、調査報告も勘案して少年の処遇を決定する。少年審理手続における全ての判断の基礎にあるのは、児童の福祉である。
犯罪事実や要保護性の前提事実に争いがあれば、調査官や少年審判所は、事案を簡易裁判所の事実認定手続に付する。簡易裁判所では、専門職である簡易裁判所判事が、通常の刑事手続と同様の手続を経て、事案を再度少年審理手続に付する。

## 監督命令
少年審判所は、処遇決定（監督命令と呼ばれる。）に当たって、広範な条件を設定する権限を有する。その条件とは、特定の行事に参加すること、ソーシャルワーカーと面接すること、里親方での一時預かり（日本の少年保護手続でいえば、身柄付補導委託が比較的類似していようか。）、寄宿舎収容、あるいは児童保護施設収容といったものがある。

## 歴史
少年審理手続制度は、1968年社会事業法 (スコットランド)によって導入され、現在は1995年児童法 (スコットランド)に組み込まれている。
少年審理手続制度は、スコットランド大臣が設置し、上級裁判所 (Court of Session) 判事であるキルブランドン卿が議長を務める委員会が1964年4月に提出した報告書に従ったものである。この報告書は、青少年犯罪者をいかに取り扱うべきかについて検討したものであった。
青少年裁判所（イングランドおよびウェールズにおいて少年法制の中核を担っている。）が不適当であるとされた理由は、青少年裁判所が刑事裁判所としての特徴と処遇機関としての特徴とを結びつけることを強いられるからであった。事実関係（争いのある部分）の確定は裁判所の権限として残し、処遇の判断は、裁判所でも地方自治体の行政委員会でもない、新しい独自の審判機関の職責とされた。1971年4月15日、16歳未満の児童のほとんどに関する処遇責任が、裁判所から少年審判所に移管された。